# Конституция Мэриленда (1776)
Конституция Мэриленда 1776 года — первая конституция штата Мэриленд, принятая мэрилендским конституционным конвентом 1776 года, которая оставалась основным законом штата до принятия новой конституции в 1851 году. Конституция постановила сформировать Генеральную Ассамблею Мэриленда из двух палат: Палаты представителей и Конгресса, а так же признала права правительств округов. Конституция признавала, что народ является источником власти, но ограничила право голосования, так что его получили всего 20 000 человек из примерно 300 000 мэрилендцев. Впоследствии в Конституцию 66 раз вносились поправки, особенно о время реформы 1837 года. На момент принятия она насчитывала 8800 слов, но после всех поправок увеличилась до 15200 слов.

### Статьи
- Rees, Charles A. "Remarkable Evolution: The Early Constitutional History of Maryland (англ.) // University of Baltimore Law Review. — 2007. — Vol. 36, iss. 2. — P. 217-270.
- R. Pole. Suffrage and Representation in Maryland from 1776 to 1810: A Statistical Note and Some Reflections (англ.) // The Journal of Southern History. — Southern Historical Association, 1958. — Vol. 2, iss. 2. — P. 218-225. — doi:10.2307/2208875.